# Dichiarazione dei redditi
La dichiarazione dei redditi è il documento contabile attraverso il quale il cittadino-contribuente comunica al fisco le proprie entrate, ovvero il proprio reddito, ed effettua i versamenti delle imposte relative a partire dalla base imponibile e dalle aliquote fiscali per ciascuna imposta dovuta. In Italia la dichiarazione si effettua attraverso la compilazione del cosiddetto modello 730 o del modello REDDITI. Ai sensi del d.P.R. 29 settembre 1973, n. 600 è un atto consultabile gratuitamente, previa identificazione.

## Calcolo del reddito

### Imprese
Nel caso di un'impresa, il reddito viene calcolato sulla base dei principi generali (artt. 109 e 110 TUIR):
- inerenza;
- imputazione a conto economico;
- oggettiva determinabilità;
- certezza nell'esistenza;
- Art. 83 TUIR – Reddito d'impresa.

## Pubblicazione on line
Il viceministro dell'Economia nel secondo Governo Prodi, Visco, con provvedimento del 5 marzo 2008, dispose la pubblicazione su Internet delle dichiarazioni dei redditi riferite all'anno di imposta 2005; però ne dispose la sospensione lo stesso giorno. Le polemiche sono scaturite dal conflitto tra esigenza della tutela della privacy dei cittadini ed esigenza di trasparenza e lotta all'evasione fiscale. L'idea è tornata in auge nel 2011 per mano del ministro dell'Economia Giulio Tremonti a seguito del peggioramento della situazione dei conti pubblici in Italia.
In alcuni paesi nordici, come per esempio in Norvegia e Finlandia, le dichiarazioni dei redditi sono generalmente consultabili da chiunque ne faccia richiesta, previa identificazione, presso gli uffici delle rispettive autorità fiscali. In Finlandia nel 2008, sebbene nessun database fosse stato messo online dalle autorità governative, le dichiarazioni dei redditi erano consultabili su Internet e via SMS. Il servizio, disponibile a pagamento, era iniziativa di alcune aziende che approfittando della disponibilità dei dati avevano raccolto informazioni fiscali su tutti i cittadini finlandesi. Tali iniziative, oltre a essere state oggetto di numerose denunce, hanno indotto la Commissione europea a richiamare la Finlandia al rispetto delle norme comunitarie sulla protezione dei dati personali, dando inizio a un formale processo di infrazione, motivo per cui adesso in Finlandia è necessario recarsi presso gli uffici delle autorità governative per consultare le dichiarazioni su carta.
Molti sono i paesi che invece provvedono a pubblicare le liste degli evasori, tra cui spiccano 23 paesi degli U.S.A, Spagna e Regno Unito (fonte: Shaming Tax Delinquents: Theory and Evidence from a Field Experiment in the United States).

## Testi normativi
Decreto del Presidente della Repubblica 22 dicembre 1986, n. 917, in materia di "Approvazione del Testo Unico delle imposte sui redditi" Decreto del presidente della Repubblica 29 settembre 1973, n. 600, in materia di "Disposizioni comuni in materia di accertamento delle imposte sui redditi"